# Miss Nicaragua 2010
La 28.ª edición de Miss Nicaragua se celebró el 27 de febrero de 2010 en el Teatro Nacional Rubén Darío, Managua y fue dedicado a la capital Managua en la cual Indiana Sánchez, Miss Nicaragua 2009 entregó la corona a su sucesora Scharllette Allen. La ganadora representará a Nicaragua en Miss Universo 2010 y Miss Continente Americano 2010. En el evento resultó elegida 1.ª finalista la señorita Indira Rojas Calderón, quien representará a Nicaragua en otro de los certámenes más importantes del mundo: Miss Internacional. El 20 de enero de las 12 candidatas a la corona fueron presentadas oficialmente por la organización en el Hotel Barceló Managua, tras haber sido escogidas en un casting en la ciudad homónima.

## Resultados
Los resultados fueron hechos por 8 jueces entre los que se encontraban era el cantautor nicaragüense Otto de la Rocha y Thelma Rodríguez ex Miss Nicaragua 2008.
| Resultados finales  | Candidata |
| ------------------- | --- |
| Miss Nicaragua 2010 | - Bluefields - Scharllette Allen |
| 1.ª Finalista       | - Rivas - Indira Rojas |
| 2.ª Finalista       | - León - Claudia Trejos |
| 3.ª Finalista       | - Carazo - Myriam Alejandra Cerda |
| 4.ª Finalista       | - Granada - Bianca Martínez |
| 12 Semifinalistas   | - Tipitapa - Ludy Prado - Estelí - Meyling Merlo - Jinotega - Georgina Benavides - Managua - Maryoli Cabezas - Nueva Segovia - Karen Somarriba - Nandaime - Jennifer Cuadra - San Juan de Limay - Jeyzzell Rivera |

Miss Nicaragua va a Miss Universo 2010
- 1.ª Finalista va a Miss Internacional 2010.
- 2.ª Finalista va a Miss Costa Maya Internacional 2010.

### Calificaciones
Las calificaciones en Miss Nicaragua tienen un carácter única y exclusivamente eliminatorio, y no son acumulables ni se promedian. La decisión final de los jueces se basa en la impresión general que cada finalista dejó en ellos, y no coincide necesariamente con las posiciones que generan las calificaciones.
| \| Nombre \| Traje de baño \| Traje de noche \| \| ---------------------- \| ------------- \| -------------- \| \| Scharllette Allen \| 6.775 (1) \| 6.825 (1) \| \| Indira Rojas \| 6.450 (2) \| 6.614 (2) \| \| Claudia Trejos \| 6.150 (5) \| 6.395 (3) \| \| Myriam Alejandra Cerda \| 6.195 (4) \| 6.142 (6) \| \| Bianca Martínez \| 6.100 (6) \| 6.295 (4) \| \| Ludy Prado \| 5.925 (8) \| 6.030 (8) \| \| Meyling Merlo \| 5.816 (9) \| 5.920 (10) \| \| Georgina Benavides \| 5.550 (12) \| 6.115 (7) \| \| Maryoli Cabezas \| 5.990 (7) \| 6.028 (9) \| \| Karen Somarriba \| 5.601 (11) \| 5.900 (11) \| \| Jennifer Cuadra \| 6.230 (3) \| 6.265 (5) \| \| Jeyzzell Rivera \| 5.645 (10) \| 5.764 (12) \| | Miss Nicaragua 2010 Primera Finalista Segunda Finalista Tercera Finalista Cuarta Finalista 12 Semifinalistas (#) En orden de clasificación |                |
| Nombre | Traje de baño | Traje de noche |
| Scharllette Allen | 6.775 (1) | 6.825 (1)      |
| Indira Rojas | 6.450 (2) | 6.614 (2)      |
| Claudia Trejos | 6.150 (5) | 6.395 (3)      |
| Myriam Alejandra Cerda | 6.195 (4) | 6.142 (6)      |
| Bianca Martínez | 6.100 (6) | 6.295 (4)      |
| Ludy Prado | 5.925 (8) | 6.030 (8)      |
| Meyling Merlo | 5.816 (9) | 5.920 (10)     |
| Georgina Benavides | 5.550 (12) | 6.115 (7)      |
| Maryoli Cabezas | 5.990 (7) | 6.028 (9)      |
| Karen Somarriba | 5.601 (11) | 5.900 (11)     |
| Jennifer Cuadra | 6.230 (3) | 6.265 (5)      |
| Jeyzzell Rivera | 5.645 (10) | 5.764 (12)     |

#### Jurado
- María Nelly Rivas, Promotora del desarrollo sostenible en América Latina.
- Antonio Pérez-Hernández y Torra, Embajador de España en Nicaragua.
- Rossana Lacayo, Fotógrafa nicaragüense.
- Otto de la Rocha, Cantautor y compositor nicaragüense.
- Tatiana Cordero, Gerente y propietaria de G&B Boutique.
- Daniel Garzón, Propietario de Joyería Garzón.
- Thelma Rodríguez, Miss Nicaragua 2008.

## Actividades
Las candidatas participaron en diversas actividades a lo largo del transcurso de la competencia, en la cual invitadas especiales le dieron realce al evento, entre ellas: Xiomara Blandino, Miss Nicaragua 2007; Thelma Rodríguez, Miss Nicaragua 2008, e Indiana Sánchez, Miss Nicaragua 2009.

### Premios especiales
- Miss Fotogénica: - Meyling Merlo
- Mejor rostro:  - Scharllette Allen
- Mejor sonrisa:   - Bianca Martínez
- Miss Simpatía:  - Jeyzzell Rivera
- Miss Orgullo Nica: - Miriam Alejandra Cerda[4]
- Mejor Cabello TRESemmé: - Indira Rojas

## Mejores trajes nacionales
1. Diablesa del Xolotlán por Erick Bendaña y modelado por Maryoli Cabezas.[5]
2. Managua Acahual de oro y agua por Carlos René Cruz y modelado por Scharllette Allen.[5]
3. Huellas de mi tierra por Álvaro Baldizón y modelado por Indira Rojas.[5]

## Candidatas
Según la página oficial de Miss Nicaragua, las 12 candidatas oficiales son:
| Nombre                 | Edad * | Estatura | Departamento representado |
| ---------------------- | ------ | -------- | ------------------------- |
| Scharllette Allen      | 18     | 1.83     | Bluefields                |
| Myriam Alejandra Cerda | 24     | 1.72     | Carazo                    |
| Meyling Merlo          | 18     | 1.67     | Estelí                    |
| Bianca Martínez        | 23     | 1.75     | Granada                   |
| Georgina Benavides     | 24     | 1.74     | Jinotega                  |
| Claudia Trejos         | 22     | 1.71     | León                      |
| Ludy Prado             | 23     | 1.74     | Managua                   |
| Maryoli Cabezas        | 19     | 1.68     | Managua                   |
| Jennifer Cuadra        | 20     | 1.69     | Nandaime                  |
| Karen Somarriba        | 24     | 1.72     | Nueva Segovia             |
| Indira Rojas           | 23     | 1.75     | Rivas                     |
| Jeyzzell Rivera        | 19     | 1.83     | San Juan de Limay         |

* La edad corresponde en el momento en el que participaron para Miss Nicaragua (20 de enero de 2010).